# گالوئوسور
گالوئوسور (نام علمی: Galveosaurus) نام یک سرده از راسته خزنده‌کفلان است.